# Procordulia sambawana
Procordulia sambawana är en trollsländeart som först beskrevs av W. Foerster 1899.  Procordulia sambawana ingår i släktet Procordulia och familjen skimmertrollsländor. Inga underarter finns listade i Catalogue of Life.